# Хозоних
Хозоних — легендарный потомок Лекоса, прародителя всех дагестанцев.
Согласно Леонти Мровели, Хозоних был самым знатным из рода Лекана. Он «… ушёл в горную теснину, воздвиг там город и дал ему своё имя — Хозонихети» или Хунзах. С тех пор долгое время кавказские народы были данниками хазар. Высказано мнение, что в данном сюжете Мровели попытался отобразить тот факт, что часть пленников, захватывавшихся северокавказцами во время их периодических набегов на юг, со временем интегрировалась в состав хазарского, аланского и дагестано-гуннского объединений.
В летописи указывается, что предку Хозониха до хазарского завоевания принадлежала большая территория: «… отдал хазарский царь своему двоюродному брату удел Лекана от моря Дарубандского на востоке до реки Ломека».